# تنزیل (قرآن)

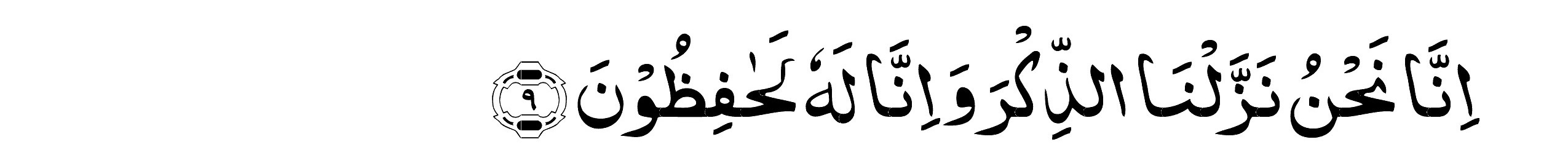
سوره الحجر

تنزیل (Tanzil)، نزول تدریجی قرآن مجید، نازل کردن تدریجی و دفعه ای بعد از دفعه دیگر باشد.

## انزال و تنزیل
بین انزال قرآن و تنزیل آن فرق است، زیرا انزال دفعی و تنزیل تدریجی است.
خدای سبحان فرمود: «ما قرآن را در شب قدر نازل کردیم». و فرمود: «ما قرآن را بتدریج نازل کردیم».
و انزال قرآن در لیله قدر بود، و تنزیل قرآن بعد از انزال بتدریج (و آیه آیه) در مدت بیست و سه سال انجام گرفت و سور و آیات قرآن کریم از سوره فاتحه تا سوره ناس به صورت انزالی بدون کم و زیاد منسجم اند

## شأن نزول
شناخت مناسبت‌ها و علت نزول آیه‌های قرآنی مجموعه اطلاعاتی است که، دانستن مکان و زمان و حوادثی که منجر به فرود آمدن آیه ای یا تشریع حکمی گردیده، دریافت درست قرآن را میسر می‌نماید.